# Osthoffen
Osthoffen is een gemeente in het Franse departement Bas-Rhin (regio Grand Est) en telt 683 inwoners (1999).
De plaats maakt deel uit van het kanton Lingolsheim in het arrondissement Strasbourg. Tot 1 januari 2015 was het deel van het kanton Truchtersheim in het arrondissement Strasbourg-Campagne, die op die dag werden opgeheven.

## Geografie
De oppervlakte van Osthoffen bedraagt 5,1 km², de bevolkingsdichtheid is 133,9 inwoners per km².
De onderstaande kaart toont de ligging van Osthoffen met de belangrijkste infrastructuur en aangrenzende gemeenten.

## Demografie
Onderstaande figuur toont het verloop van het inwonertal (bron: INSEE-tellingen).